# Watashi no Oshi wa Akuyaku Reijō
Watashi no Oshi wa Akuyaku Reijō (私の推しは悪役令嬢 lit. Mi favorita es la villana?), conocida como Me enamoré de la villana en Hispanoamérica y España, es una serie de novelas ligeras japonesas escritas por Inori e ilustradas por Hanagata. Se serializó en línea entre enero de 2018 y febrero de 2021 en el sitio web de publicación de novelas generado por Shōsetsuka ni Narō. Fue adquirida por GL Bunko, quien publicó el primer volumen de novela ligera digitalmente en febrero de 2019. Seven Seas Entertainment obtuvo la licencia de la novela ligera en Norteamérica.
Una adaptación al manga con arte de Anoshimo se ha serializado en la revista de manga yuri Comic Yuri Hime de Ichijinsha desde el 18 de junio de 2020. Se ha recopilado en diez volúmenes tankōbon y también tiene licencia en Norteamérica por Seven Seas Entertainment. Una adaptación al anime de Platinum Vision se estrenó en octubre de 2023.

## Sinopsis
La oficinista Rei Oohashi del Japón moderno se duerme muriendo del cansancio por el constante exceso de trabajo, pero cuando ella despierta, descubre que se encuentra en un mundo de fantasía, renacida en el cuerpo de Rae Taylor, la personaje jugable y heroína de su videojuego otome favorito, Revolution. Estar rodeada de hombres atractivos (en especial, los príncipes del Reino Bauer que compiten por su atención) sería el sueño de cualquier doncella, pero ese no es el caso de Rae. Ninguno de ellos puede compararse con la villana, Claire François, cuyos rubios tirabuzones en forma de taladro no hacen sino acentuar su altivo e irresistible encanto.
En la historia original, Claire acosa e intimida a la heroína, lo que hace que ésta se acerque a los intereses amorosos masculinos. Pero Rae no tiene intención de perseguir a ninguno de los hombres; su corazón está puesto en la propia Claire. Sin estar acostumbrada a recibir afecto, Claire queda a merced de las interminables burlas de Rae. Con el poder del amor verdadero, ¿podrá Rae transmitir con éxito sus sentimientos a la villana?

## Personajes

### Principales
Rae Taylor (レイ＝テイラー Rei Teirā?)
Seiyū: Yū Serizawa, Ale Pilar (español latino), Laia Vidal (español castellano)
La protagonista principal, anteriormente conocida como Rei Oohashi en el Japón moderno antes de morir por exceso de trabajo, reencarnó como la personaje jugable de su juego otome favorito, Revolution. Como es lesbiana, Rae no tiene interés en los objetivos de captura del juego; de hecho, se enoja cuando le prestan atención (especialmente de Manaria). En cambio, su objetivo es darle a Claire un final feliz; enamorándose de ella. Al final, las dos se casan y adoptan dos hijas gemelas llamadas May y Aleah.
Claire François (クレア＝フランソワ Kurea Furansowa?)
Seiyū: Karin Nanami, Valentina Souza (español latino), Lourdes Fabres (español castellano)
La "villana" del juego original y objetivo actual del afecto de Rae. Claire es una noble que cree en el sistema aristocrático actual dentro del reino y, a menudo, tiene una mala opinión de los plebeyos, especialmente de Rae. Esto solo sirve para ponerla nerviosa y confundida por el interés de Rae en ella. Al final de la historia, Claire y Rae están casadas y trabajan como maestras.
Ralaire (レレア?)
Seiyū: Minami Kurisaka
Un pequeño slime que Rae la encontró en el bosque y forjó un contrato familiar con él. Es bastante travieso y a menudo se escapa del bolso o bolsillo de Rae para robar golosinas. Es increíblemente protectora con su familiar, incluso intentó ir con Claire a golpear a las chicas que acosaron a Rae por ser lesbiana; aunque Rae los detuvo (para que no emprendieran una búsqueda inútil). Sin embargo, también está bien entrenada y obedece bien las órdenes de Rae y su nombre es la combinación de los nombres Rae y Claire.

### Academia Real
Misha Jur (ミシャ＝ユール Misha Yūru?)
Seiyū: Aimi, Marysol Lobo (español latino), Jana Massot (español castellano)
Compañera de cuarto y mejor amiga de Rae. Su familia fue una vez una casa noble, pero se convirtieron en plebeyos después de caer en desgracia y empobrecerse. Casi se da cuenta de que Rae ya no es su vieja amiga; desde que la misma Rei Oohashi del Japón moderno había renacido en ella, Misha debe creer que algo anda mal con su cabeza. Se da a entender que alberga sentimientos románticos por el príncipe Yu.
Loretta Kugret (ロレッタ＝クグレット Roretta Kuguretto?)
Seiyū: Sara Matsumoto, Gaby Servín (español latino), Anna Orra (español castellano)
Hija de la Casa Kugret, una familia muy conocida por su historial de servicio militar y una de las amigas de la infancia de Claire. Aunque es una maga, también es una espadachina bastante hábil en el dominio de la espada.
Pepi Barlier (ピピ＝バルリエ Pipi Barurie?)
Seiyū: Minami Kurisaka, Lilian Rodés (español castellano)
Hija de la Casa Barlier, una familia con profundas conexiones en el mundo empresarial de Bauer y una de las amigas de la infancia de Claire.
Manaria Sousse (マナリア＝スース Manaria Sūsu?)
Seiyū: Nana Mizuki
Una noble y princesa poco femenina y discreta del Reino Sousse que conoce a Claire desde su infancia. Fue exiliada de su reino por la batalla de sucesión dentro del reino provocada por haber sido atrapada visitando mujeres en burdeles. En el juego, Manaria es una de las aliadas de la protagonista (manteniendo a Claire distraída mientras el personaje principal pasa tiempo con los príncipes a pesar de su amor no correspondido por la protagonista), mientras que en la versión actual, ella entabla una rivalidad con Rae para competir por el afecto de Claire. Esto se debe principalmente a una estratagema de Manaria para obligar a Rae a perseguir seriamente a Claire en lugar de creer que sus sentimientos están condenados a ser unilaterales.
Lorek Kugret (ロレク＝クガレット Roreku Kuguretto?)
Seiyū: Genki Muro
Hermano de Loretta, perteneciente a la Casa Kugret y miembro de la Orden de Caballeros de la Academia Real.

### Hogar de los François
Dole François (ドル＝フランソワ Doru Furansowa?)
Seiyū: Satoshi Mikami
El padre de Claire y Ministro de Finanzas del Reino Bauer. Se enorgullece de su nobleza y es estricto con quienes lo rodean. Junto con su posición, tiene puntos de vista realistas sobre la nobleza y la sociedad, por lo que se propone ser un hombre duro y competitivo. A pesar de su personalidad estricta, ama a su familia y los aprecia. Él adora a Claire como un padre cariñoso y la cría con estrictos pero altos estándares de nobleza.
Melia François (メリア＝フランソワ Meria Furansowa?)
Seiyū: Megumi Toyoguchi
La madre fallecida de Claire y una ex socialité influyente del Reino Bauer.
Lene Aurousseau (レーネ＝オルソー Rēne Orusō?)
Seiyū: Ikumi Hasegawa
Una plebeya y la hija mayor de los Aurousseau, una de las familias adineradas de comerciantes del reino de la Firma Comercial Aurousseau. Ella sirve como sirvienta de Claire para asegurar las conexiones con el mismo Dole. Ella es muy cercana a Claire, ha trabajado como su sirvienta desde que Claire tiene memoria y podrían haber sido confundidas con hermanas o algún otro pariente cercano. Al final, termina siendo exiliada del Reino Bauer junto a su hermano menor Lambert, pero le promete a Claire que muy pronto se volverán a ver.

### Reino Bauer
L'Ausseil Bauer
Seiyū: Akio Katō
El rey del Reino Bauer y padre de Rod, Thane y Yu.
Lulu Bauer (ルル＝バウワー Ruru Bauwā?)
La antigua reina fallecida del Reino Bauer, primera esposa de L'Ausseil y madre biológica de los príncipes Rod y Thane.
Riche Bauer (リーッエ＝バウワー Rishu Bauwā?)
La reina del Reino Bauer, segunda esposa de L'Ausseil y madre biológica del príncipe Yu.
Rod Bauer (ロッド＝バウワー Roddo Bauwā?)
Seiyū: KENN, David Jenner (español castellano)
El heredero mayor de la familia real del Reino Bauer y el primero en la línea de sucesión al trono. Es un joven enérgico que se interesa por Rae, para su consternación. Rod es el objetivo de captura más popular dentro del juego.
Thane Bauer (セイン＝バウワー Sein Bauwā?)
Seiyū: Daisuke Namikawa, David García (español castellano)
El segundo heredero dentro de la familia real del Reino Bauer. Thane a menudo es estoico y siente que sus habilidades son inferiores a las de sus hermanos, lo que le da un complejo al respecto. Thane es considerado como el objetivo de captura menos popular dentro del juego.
Yu Bauer (ユー＝バウワー Yū Bauwā?)
Seiyū: Yōko Hikasa, Alex Delint (español latino), Jaume Cuartero (español castellano)
El tercer heredero dentro de la familia real del Reino Bauer. Es considerado un tipo de príncipe carismático y atractivo que usa el encanto para enmascarar una mente astuta. Hay fuertes implicaciones de que tiene sentimientos románticos por Misha y Yu es el segundo objetivo de captura más popular dentro del juego.

### Otros personajes
Lambert Aurousseau (ランバート＝オルソー Rambureto Orusō?)
Seiyū: Naoya Miyase
El hijo menor de los Aurousseau, hermano menor de Lene y miembro de la Orden de Caballeros de la Academia Real. Más tarde se revela que es el verdadero responsable de haber orquestado los eventos de las protestas del Movimiento Plebeyo para robar una campana que puede convocar monstruos. Al final, es arrestado y exiliado del Reino Bauer junto a Lene.
Lilly Lilium (リリイ＝リリウム Riri Ririum?)
Seiyū: Manaka Iwami
Una cardenal de la Iglesia Espiritual y una firme creyente en el Gran Espíritu. Es la media hermana de Thane y la hija del canciller Salas, dado que su posición entra en conflicto con su sexualidad, encuentra consuelo en Rae y se enamora de ella, pero de una manera muy seria y persistente en contraste con Claire. Tiene una doble personalidad y normalmente es una persona tímida que suele tartamudear cuando habla. Sin embargo, debido a los experimentos realizados por su padre cuando intentaba crear artificialmente un lanzador dual, una segunda personalidad se incrustó dentro de ella. Este lado de Lilly es el de una asesina despiadada que sigue a Salas y su nombre de alter ego que utiliza es "El Hombre Enmascarado". Se dice que está comprometida con Yu mediante un matrimonio concertado.
Salas Lilium (サラス＝リリウム Sarasu Ririum?)
Seiyū: Fumitake Ishiguro
El canciller del Reino Bauer y padre de Lilly. Intentó crear un lanzador dual de manera artificial, pero provocó que le diera a su hija una segunda personalidad.
Lana Lahna
Una de las nuevas estudiantes de la Academia Real y es estudiante de la clase de Rae y Claire. Ella emite un aura de gyaru y suele lucir una sonrisa brillante y alegre.

## Medios

### Novela ligera
El primer volumen de novela ligera fue publicado digitalmente por GL Bunko el 26 de febrero de 2019, finalizando en el año 2022 con un total de 5 volúmenes. La novela ligera ha sido licenciada en español por SEKAI Editorial  y en inglés por Seven Seas Entertainment. El 19 de marzo de 2021, Seven Seas emitió una declaración de que lanzaría una nueva versión del volumen uno debido a las decisiones de localización en el original que omitieron varios párrafos.
| N.º | Fecha de lanzamiento                                                          | ISBN original          |
| --- | ----------------------------------------------------------------------------- | ---------------------- |
| 1   | 26 de febrero de 2019 (formato electrónico) 18 de diciembre de 2021 (rústica) | ISBN 978-4-7580-2319-1 |
| 2   | 26 de agosto de 2019 (formato electrónico) 17 de junio de 2022 (rústica)      | ISBN 978-4-7580-2415-0 |
| 3   | 26 de agosto de 2020 (formato electrónico) 16 de diciembre de 2022 (rústica)  | ISBN 978-4-7580-2473-0 |
| 4   | 26 de febrero de 2021 (formato electrónico)                                   |                        |
| 5   | 26 de agosto de 2021 (formato electrónico)                                    |                        |

#### Heimin no Kuse ni Namaikina!
Heimin no Kuse ni Namaikina! es un recuento de la serie original desde la perspectiva de Claire François. Comenzó la serialización en línea el 25 de mayo de 2021 en el sitio web de publicación de novelas generado por Shōsetsuka ni Narō. GL Bunko publicó el primer volumen de novela ligera digitalmente el 28 de febrero de 2022, con Hanagata regresando para el diseño de portada e ilustraciones adicionales. En el Anime Expo 2022, Seven Seas Entertainment anunció que obtuvo la licencia del spin-off para su publicación en inglés.
| N.º | Fecha de lanzamiento                           | ISBN original |
| --- | ---------------------------------------------- | ------------- |
| 1   | 28 de febrero de 2022 (formato electrónico)    |               |
| 2   | 20 de diciembre de 2022 (formato electrónico)  |               |
| 3   | 26 de septiembre de 2023 (formato electrónico) |               |

### Manga
Una adaptación de manga está escrita por Inori e ilustrada por Anoshimo. Comenzó a serializarse en la revista de manga yuri Comic Yuri Hime de Ichijinsha el 18 de junio de 2020. Ha sido anunciado y autorizado en Norteamérica por Seven Seas Entertainment tras obtener la licnecia del manga.

#### Lista de volúmenes
| N.º | Fecha de lanzamiento    | ISBN original                                                    |
| --- | ----------------------- | ---------------------------------------------------------------- |
| 1   | 18 de diciembre de 2020 | ISBN 978-4-7580-2193-7                                           |
| 2   | 17 de junio de 2021     | ISBN 978-4-7580-2263-7                                           |
| 3   | 18 de diciembre de 2021 | ISBN 978-4-7580-2318-4                                           |
| 4   | 17 de junio de 2022     | ISBN 978-4-7580-2433-4                                           |
| 5   | 16 de diciembre de 2022 | ISBN 978-4-7580-2318-4                                           |
| 6   | 17 de mayo de 2023      | ISBN 978-4-7580-2540-9                                           |
| 7   | 18 de octubre de 2023   | ISBN 978-4-7580-2613-0 ISBN 978-4-7580-2614-7 (Edición especial) |
| 8   | 17 de abril de 2024     | ISBN 978-4-7580-2696-3                                           |
| 9   | 18 de octubre de 2024   | ISBN 978-4-7580-2776-2                                           |
| 10  | 17 de abril de 2025     | ISBN 978-4-7580-2881-3                                           |

#### Spin-off
Un manga derivado de cocina ilustrado por tsuke, titulado Watashi no Oshi wa Akuyaku Reijō: Maid's Kitchen, comenzó a serializarse en Comic Yuri Hime el 16 de junio de 2023.

### Webtoon
Una adaptación webtoon escrita por Kim Migyo e ilustrada por TSTeam comenzó a serializarse en la plataforma Ridi Books de Somi Media el 13 de enero de 2023.

### Anime
El 13 de diciembre de 2022 se anunció una adaptación al anime. Está producida por Platinum Vision y dirigida por Hideaki Ōba, con guiones escritos por Ayumu Hisao, diseños de personajes a cargo de Yōko Satō y la banda sonora compuesta por Noriyuki Asakura y Usagi to Uma. La serie se estrenará el 2 de octubre de 2023 en Tokyo MX y BS11 y el tema de apertura es "Raise Y/Our Hands!!", mientras que el tema de cierre es "OC Optimum Combination", ambas interpretadas por Yū Serizawa y Karin Nanami. Crunchyroll obtuvo la licencia de la serie fuera de Asia.
El 20 de septiembre de 2023, Crunchyroll anunció que la serie recibieron ambos doblajes tanto en español latino como en castellano, los cuales se estrenaron el 2 de octubre.

## Recepción
En la Guía de novelas ligeras de otoño de 2020 de Anime News Network, la serie se recibió en general de manera positiva, aunque no tan fuerte como otros títulos de yuri lanzados en ese momento. Sin embargo, se señaló que "si Rei y Claire comienzan siendo casi intensamente difíciles de agradar, experimentan un cambio suficiente aproximadamente a la mitad de la novela que las hace mucho más fáciles de apoyar".
Otros tuvieron una recepción más positiva a la serie. Erica Friedman, la fundadora de Yuricon, otorgó a la primera novela ligera una puntuación general de nueve. Friedman también elogió la serie por su franca discusión sobre la identidad LGBT, escribiendo: "Y luego llegas a un momento en que Misha, la mejor amiga, compañera de cuarto y contraparte de Rei, se vuelve hacia Rei y le pregunta: '¿Eres lesbiana?'... y los personajes tienen una una discusión franca sobre la sexualidad". Nicki Bauman señaló que el enfoque abierto de la serie en temas LGBT en sus personajes y narraciones no era típico del género yuri y propuso que podría indicar un cambio en los temas e historias de yuri.
En marzo de 2021, Watashi no Oshi wa Akuyaku Reijō ocupó el quinto lugar en la clasificación anual Manga We Want to See Animated de AnimeJapan. En junio de 2021, la serie fue nominada para la categoría de Mejor Manga Impreso en los Next Manga Awards y se ubicó en el puesto 17 de 50 nominados.